# Остаповский сельский совет (Лубенский район)
Остаповский сельский совет (укр. Остапівська сільська рада) — входит в состав
Лубенского района
Полтавской области
Украины.
Административный центр сельского совета находится в 
с. Остаповка.

## Населённые пункты совета
- с. Остаповка
- с. Богодаровка
- с. Макаровщина
- с. Степури